# Cena Samuela Bogumila Lindeho

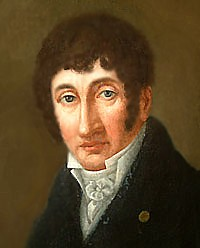
Samuel Bogumił Linde

Cena Samuela Bogumila Lindeho (polsky Nagroda im. Samuela Bogumiła Lindego; německy Samuel-Bogumil-Linde-Preis) je literární ocenění, jehož patrony jsou od roku 1996 polské město Toruň a německé město Göttingen. 

## Popis
Je pojmenována po významném polském jazykovědci Samuelu Bogumiłu Lindemu. Je udělována každoročně německým a polským autorům, kteří se zasloužili o vzájemné porozumění, smíření a přátelství k jednomu ze dvou sousedů.
Ocenění je honorováno částkou ve výši cca 5.000 Euro (k roku 2012) a je střídavě udělováno každý rok v jednom ze dvou těchto měst.

## Laureáti
Ročníky (polský a německý laureát) 
- 1996 – Wisława Szymborská a Günter Grass
- 1997 – Zbigniew Herbert a Karl Dedecius
- 1998 – Tadeusz Różewicz a Siegfried Lenz
- 1999 – Ryszard Kapuściński a Christa Wolfová
- 2000 – Hanna Krallová a Marcel Reich-Ranicki
- 2001 – Jan Józef Szczepański a Henryk Bereska
- 2002 – Andrzej Stasiuk a Friedrich Christian Delius
- 2003 – Włodzimierz Kowalewski a Barbara Köhler
- 2004 – Hubert Orłowski a Klaus Zernack
- 2005 – Paweł Huelle a Hans Joachim Schädlich

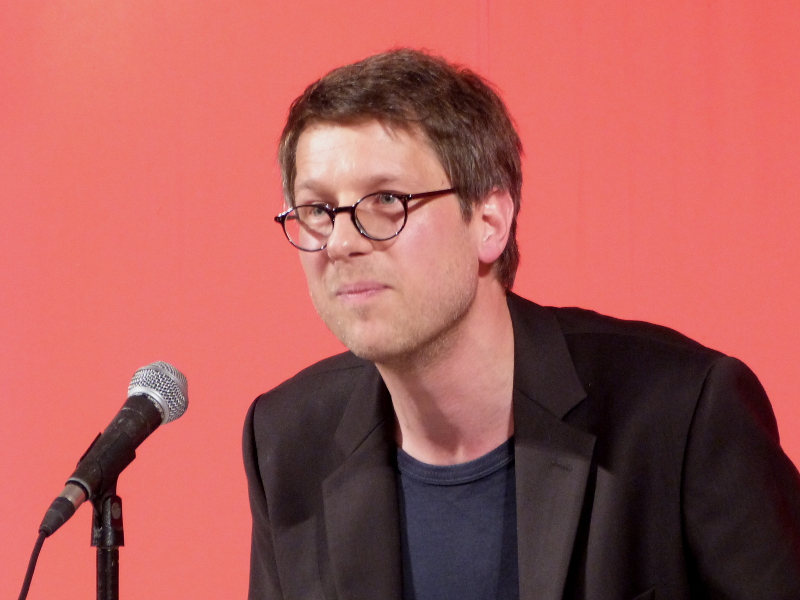
Jan Wagner, německý spisovatel

- Jan Wagner, německý spisovatel2006 – Sławomir Mrożek a Tankred Dorst
- 2007 – Ewa Lipska a Sarah Kirsch
- 2008 – Ingo Schulze a Olga Tokarczuk
- 2009 – Adam Zagajewski a Durs Grünbein
- 2010 – Adam Krzemiński a Karl Schlögel
- 2011 – Wiesław Myśliwski a Herta Müllerová
- 2012 – Andrzej Bart a Stephan Wackwitz
- 2013 – Eustachy Rylski a Brigitte Kronauerová
- 2014 – Janusz Rudnicki a Wilhelm Genazino
- 2015 – Stefan Chwin a Marie-Luise Scherer
- 2016 – Kazimierz Brakoniecki a Jan Wagner
- 2017 – Magdalena Tulli a Juli Zeh
- 2018 – Navid Kermani a Małgorzata Szejnert
- 2019 – Christoph Hein a Szczepan Twardoch
- 2020/21 – Dea Loher a Dorota Masłowska
- 2022 – Joanna Bator a Terézia Mora